# Куп пет нација 1924.
Куп пет нација 1924. (службени назив: 1924 Five Nations Championship) је било 37. издање овог најелитнијег репрезентативног рагби такмичења Старог континента. а 10. издање Купа пет нација.
Енглези су освојили Гренд слем, а њихово крило Карстон Кечсајд постао је први играч у историји овог турнира, коме је пошло за руком да постигне есеј против сваког противника.

## Такмичење
Француска - Шкотска 12-10
Велс - Енглеска 9-17
Ирска - Француска 6-0
Шкотска - Велс 35-10
Ирска - Енглеска 3-14
Енглеска - Француска 19-7
Шкотска - Ирска 13-8
Велс - Ирска 10-13
Енглеска - Шкотска 19-0
Француска - Велс 6-10

## Табела
|   | Селекција                      | ИГ | Д | Н | И | ПД | ПП | ПР  | Б |  |
| - | ------------------------------ | -- | - | - | - | -- | -- | --- | - |  |
| 1 | Рагби репрезентација Енглеске  | 4  | 4 | 0 | 0 | 69 | 19 | +50 | 8 |  |
| 2 | Рагби репрезентација Шкотске   | 4  | 2 | 0 | 2 | 58 | 49 | +9  | 4 |  |
| 2 | Рагби репрезентација Ирске     | 4  | 2 | 0 | 2 | 30 | 37 | -7  | 4 |  |
| 4 | Рагби репрезентација Француске | 4  | 1 | 0 | 3 | 25 | 45 | -20 | 2 |  |
| 4 | Рагби репрезентација Велса     | 4  | 1 | 0 | 3 | 39 | 71 | -32 | 0 |  |

| Победник Купа пет нација 1924.                            |
| --------------------------------------------------------- |
| Репрезентација Енглеске 9. титула првака Европе у рагбију |